# Giovanni Piacentini (pseudocardinale)
Giovanni Piacentini (Parma, 1330/1340 – 9 maggio 1404) è stato un cardinale, arcivescovo cattolico e pseudocardinale italiano.

## Biografia
Era figlio di Bartolomeo (o Ciriaco) Piacentini.
Fu canonico del capitolo della cattedrale di Padova e dopo l'elezione dell'Arciprete Pileo da Prata alla Cattedra di Treviso, Giovanni lo sostituì nella carica. Ebbe alcune angherie con i Carraresi.
Nel 1364 venne nominato vescovo di Cervia, carica che ricoprì fino al 1369, quando fu trasferito alla sede di Padova, ove rimase fino al 1371 allorché fu promosso arcivescovo di Patrasso. Quattro anni dopo fu trasferito alla diocesi di Castello. Era vescovo di quest'ultima quando aderì all'obbedienza dell'antipapa Clemente VII. Per questo motivo venne deposto da papa Urbano VI e seguì l'antipapa ad Avignone. Qui Clemente, nel concistoro del 12 luglio 1395, lo creò cardinale e il 20 luglio 1397 ricevette il titolo di cardinale di San Ciriaco alle Terme Diocleziane. Deceduto l'antipapa Clemente VII, partecipò al conclave del 1394, che elesse l'antipapa Benedetto XIII. Nel 1401 fu cardinale protopresbitero. Morì nel 1404.